# ماريان أندرسون (سياسي)
ماريان أندرسون (بالسويدية: Marianne Andersson)‏ (و. 1942  م) هي سياسية، واقتصادية سويدية، هي عضوةٌ في حزب الوسط السويدي.

## مناصب
تولت منصب عضو البرلمان السويدي ‏
.

## التعليم
تعلمت في جامعة غوتنبرغ
.